# Bourget-en-Huile
Bourget-en-Huile är en kommun i departementet Savoie i regionen Auvergne-Rhône-Alpes i sydöstra Frankrike. Kommunen ligger i kantonen La Rochette som tillhör arrondissementet Chambéry. År 2022 hade Bourget-en-Huile 143 invånare.

## Befolkningsutveckling
Antalet invånare i kommunen Bourget-en-Huile
| Referens: INSEE |